# NGC 2468
NGC 2468 is een lensvormig sterrenstelsel in het sterrenbeeld Lynx. Het hemelobject werd op 1 januari 1865 ontdekt door de Duits-Deense astronoom Heinrich Louis d'Arrest.

## Synoniemen
- UGC 4110
- MCG 9-13-95
- ZWG 287.16
- PGC 22325